# SACBO
La Società per l'Aeroporto Civile di Bergamo-Orio al Serio (SACBO) è la società che gestisce l'aeroporto di Orio al Serio.
L'azionista di maggioranza relativa è la Società Esercizi Aeroportuali (SEA).
Nel 2012 la situazione economica e finanziaria risultava positiva, con ricavi in crescita di 8,069 milioni di euro rispetto all'esercizio precedente (+8 %). Il margine operativo lordo è risultato pari a 32,287 milioni di euro. L'utile di esercizio al netto delle imposte è risultato pari a 15,012 milioni di euro.